# Město Albrechtice
Město Albrechtice (německy Olbersdorf) je město v okrese Bruntál, ležící asi 13 km severozápadně od Krnova. Žije zde přibližně 3 400 obyvatel.

## Poloha
Město sousedí na severu s Petrovicemi, Janovem, Jindřichovem, Třemešnou a Slezskými Rudolticemi, na východě s Polskem (gmina Hlubčice), na jihu s Krnovem a Hošťálkovy a na západě s Holčovicemi a Heřmanovicemi. Od okresního města Bruntálu je vzdáleno 21 km a od krajského města Ostravy 63 km.
Geomorfologicky patří Město Albrechtice k provincii Česká vysočina, subprovincii Krkonošsko-jesenické (Sudetské), oblasti Jesenické (Východosudetské). Severně od Opavice se jedná o geomorfologický celek Zlatohorská vrchovina, podcelky Hynčická hornatina na západě a Jindřichovská pahorkatina na východě, jižně od Opavice se jedná o geomorfologický celek Nízký Jeseník, podcelek Brantická vrchovina. Nejvyšších poloh dosahuje území města na severozápadní hranici (Kutný vrch 869/866 m n. m., Solná hora 868/867 m n. m.), na katastru Dlouhé Vody. Z dalších vrcholů lze jmenovat Kotel (777 m n. m.), Jindřichovu vyhlídku (794 m n. m.), Milíře (755 m n. m.), Na Valštejně (751 m n. m.), Měsíční horu (631/630 m n. m.), Obecní horu (673/672 m n. m.), Karlovu horu (717 m n. m.), Poutní horu (709 m n. m.).
Území Města Albrechtic patří z největší části do povodí Odry, resp. Opavy. Hlavním tokem města je ve velkém záhybech ze západu na jihovýchod směřující řeka Opavice. Do ní se vlévá několik menších toků, např. zleva Komorský potok (odvodňující nejzápadnější část katastru), Solný potok, Valštejnský potok a bezejmenný potok, který na východ od města napájí Celní rybník (Celňák) a do Opavice se vlévá už na polském území. Zprava přijímá Opavice Burkvízský potok. Malá plocha na severu území Města Albrechtic spadá do povodí Osoblahy (rovněž přítoku Odry), zejména části Biskupice a Piskořov, které odvodňuje potok Trója (levý přítok Hrozové).
Území města pokrývá z 44,5 % zemědělská půda (17 % orná půda, 26 % louky a pastviny), z 49,5 % les a ze 7 % zastavěné a ostatní (např. průmyslové) plochy.

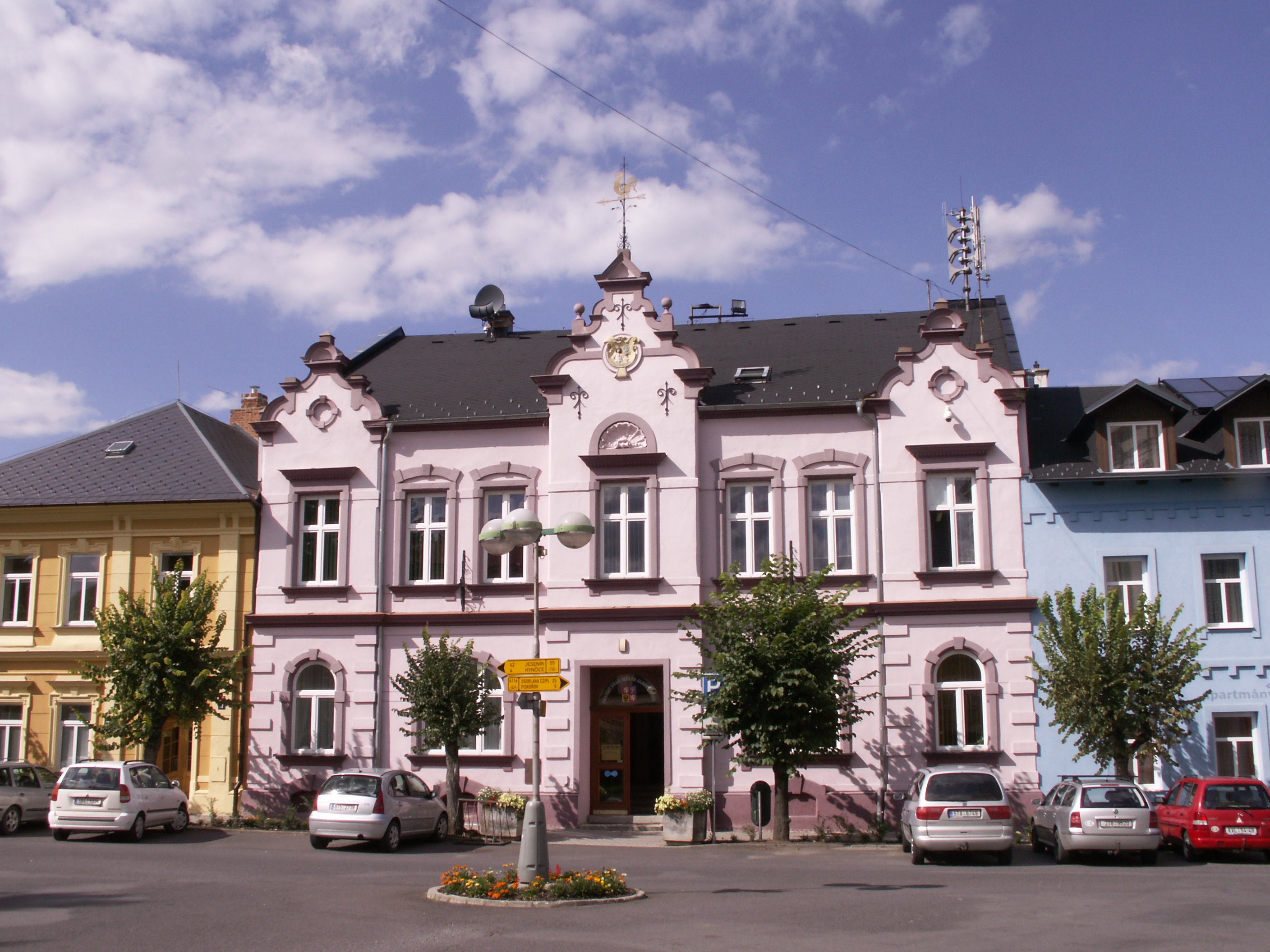
Městský úřad na náměstí ČSA

## Části města
- Město Albrechtice (k. ú. Město Albrechtice)
- Burkvíz (k. ú. Burkvíz)
- Česká Ves (k. ú. Česká Ves u Města Albrechtic)
- Dlouhá Voda (k. ú. Dlouhá Voda)
- Hynčice (k. ú. Hynčice u Krnova)
- Linhartovy (k. ú. Linhartovy)
- Opavice (k. ú. Opavice)
- Piskořov (k. ú. Piskořov)
- Valštejn (k. ú. Valštejn a Ztracená Voda)
- Žáry (k. ú. Město Albrechtice)

## Názvy existujících a zaniklých částí
- Česky Město Albrechtice (do 1869 Albrechtice), německy Albirchtisdorf (1377), Albrechtdorf (1474), Olbersdorf (1583), Stadt Olbersdorf (1846–1945), latinsky Albrechtisdorf (1414), Olbrechticz, Albrechtovicz (1425–1435), polsky Miasto Albrechcice, Miasto Olbrachcice. Název Město Albrechtice (Olbersdorf Stadt) vznikl v roce 1854, kdy došlo k rozdělení na Město a Ves Albrechtice. Toto dělení se udrželo až do r. 1955, kdy Ves Albrechtice zanikla sloučením s Městem Albrechticemi.[5][6]
  - Ves Albrechtice, německy Olbersdorf Dorf.
  - Česky Biskupice, německy Bischofswalde, polsky Biskupice.
- Česky Burkvíz (1869 Burgviz, 1880 Burgvíz), německy Burgwiese, polsky Burkwiz.
- Česky Česká Ves (1869-1970 Nová Ves), německy Neudörfel, polsky Czeska Wieś (Nowa Wieś).
- Česky Dlouhá Voda, německy Langwasser, polsky Długa Woda.
  - Česky Nová Dlouhá Voda, německy Neulangwasser (1890 Neu-Langwasser), polsky Nowa Długa Woda.
  - Česky Stará Dlouhá Voda, německy Altlangwasser (1890 ALt-Langwasser), polsky Stara Długa Woda.
- Česky Hynčice, německy Heinzendorf, polsky Hynczyce.
  - Česky Láč, německy Latsch, polsky Lacz.
- Česky Linhartovy (1869-1880 Lénhartovy, 1890 Lenhartovy), německy Geppersdorf, polsky Lenarcice (Lenartowice, 1945 Linhartowice , Linhartowy).
- Česky Opavice, německy Tropplowitz, polsky Opawica (1945 Opawice), slezsky Troplowice.
  - Česky Město Opavice (1869-1880 Opavice Město), německy Tropplowitz Stadt, polsky Miasto Opawica.
  - Česky Ves Opavice (1869-1880 Opavice Ves), německy Tropplowitz Dorf, polsky Opawica Wieś.
- Česky Piskořov, německy Peischdorf, polsky Piskorzów.
- Česky Valštejn (1869 Waldstein, 1880 Walštein), německy Wallstein (1869 Waldstein), polsky Walsztejn.
  - Česky Malý Valštejn (1869 Malý Waldstein, 1880 Malý Walštein), německy Kleinwallstein, Klein Wallstein (1890 Klein-Wallstein), polsky Mały Walsztejn.
  - Česky Velký Valštejn (1869 Velký Waldstein), německy Grosswallstein, Groß Wallstein, Groß-Wallstein (1890 Gross-Waldstein), polsky Wielki Walsztejn.
- Česky Ztracená Voda, německy Verlorenwasser, polsky Stracona Woda.
- Česky Žáry (1869 Obršár), německy Oberschaar, polsky Żary.

## Historie
První písemná zmínka o existenci Albrechtic (Albirchtisdorf) pochází z roku 1377 o dělení opavského knížectví mezi syny významného Přemyslovce Mikuláše II. Opavského. Do roku 1390 tvrz Albrechtice vlastnil Linhart z Rovna. Od roku 1390 do roku 1420 je ve vlastnictví markrabě Jošta. Následně se majitelem panství stal slezský rytířský rod Stošové z Kounic. Od roku 1450 jej vlastnil Jiří Stoš z Kounic, který byl přívržencem Jiřího z Poděbrad. Roku 1474 obléhala Albrechtice vojska Matyáše Korvína, která tvrz následně pobořila jako trest za podporu Jiřího z Poděbrad. V roce 1492 jej vlastnili rod Mrakotů ze Studnic. Adolf Mrakota ze Studnice požádal o povýšení na městečko, král Vladislav Jagellonský vyhověl žádosti a udělil městečku privilegia. Roku 1503 koupil Albrechtice Jan Jiří Sup z Fulštejna. 4. srpna 1563 udělil městu Ferdinand I. Habsburský znak. V roce 1623 byly císařem Ferdinandem II. předány jezuitům. Roku 1716 byly Albrechtice povýšeny na svobodné město. a v roce 1773 došlo povýšení na municipální město. Následně byly vlastněny do zrušení rádu v 18. století Studijního fondem nadačním. V roce 1824 panství odkoupil Karel Traugott Skrbenský z Hříště. V následujícím roce koupili panství opavští podnikatelé Vincent Tlach a Vincent Keil. V roce 1837 byla na okraji města byla postavena válcovna plechu, která o 60 let později byla přesunuta do Bohumína. V roce 1945 došlo k odsunu původního německého obyvatelstva.
V roce 2002 byl obci navrácen status města. Město Albrechtice je spolu s Městem Touškov a Městem Libavá jednou ze tří obcí v Česku, které svůj status uvádějí v názvu jako první slovo.

### Vývoj počtu obyvatel
Počet obyvatel celého Města Albrechtic podle sčítání nebo jiných úředních záznamů:
| Rok            | 1869 | 1880 | 1890 | 1900 | 1910 | 1921 | 1930 | 1950 | 1961 | 1970 | 1980 | 1991 | 2001 |
| -------------- | ---- | ---- | ---- | ---- | ---- | ---- | ---- | ---- | ---- | ---- | ---- | ---- | ---- |
| Počet obyvatel | 6335 | 6371 | 6230 | 5404 | 5219 | 5125 | 5268 | 3344 | 3497 | 3237 | 3407 | 3580 | 3626 |

1. ↑  z toho: 231 Čechoslováků, 4808 Němců; 4660 řím. kat., 554 evang., 14 čsl., 12 izrael, 25 bez vyzn.
2. ↑  z toho: 3 277 Čechů, 67 Moravanů, 27 Slezanů, 157 Slováků, 12 Němců, 9 Poláků; 917 řím. kat., 13 čsl. hus., 14 evang., 24 pravosl., 2 380 bez vyzn.

V celém Městě Albrechticích je evidováno 1 263 adres: 1 124 čísel popisných (trvalé objekty) a 139 čísel evidenčních (dočasné či rekreační objekty). Při sčítání lidu roku 2001 zde bylo napočteno 976 domů, z toho 750 trvale obydlených.
Počet obyvatel samotného Města Albrechtic (včetně Vsi Albrechtic a Biskupic) podle sčítání nebo jiných úředních záznamů:
| Rok            | 1869 | 1880 | 1890 | 1900 | 1910 | 1921 | 1930 | 1950 | 1961 | 1970 | 1980 | 1991 | 2001 |
| -------------- | ---- | ---- | ---- | ---- | ---- | ---- | ---- | ---- | ---- | ---- | ---- | ---- | ---- |
| Počet obyvatel | 2361 | 2512 | 2723 | 2344 | 2415 | 2324 | 2409 | 1836 | 1996 | 2030 | 2449 | 2717 | 2700 |

1. ↑  z toho: Město Albrechtice 1239, Ves Albrechtice 1119, Biskupice 51
2. ↑  z toho: 146 Čechoslováků (96 Město a 50 Ves), 2141 Němců (1068 Město, 1023 Ves, 50 Biskupice); 2175 řím. kat. (1129 Město, 1000 Ves, 46 Biskupice), 208 evang. (92 Město, 111 Ves, 5 Biskupice), 4 čsl. (Ves), 12 izrael. (Město), 9 bez vyzn. (5 Město, 4 Ves)

V samotném Městě Albrechticích je evidováno 697 adres: 661 čísel popisných a 36 čísel evidenčních. Při sčítání lidu roku 2001 zde bylo napočteno 566 domů, z toho 505 trvale obydlených.

## Doprava
- Peážní železniční trať Šumperk–Krnov se stanicí Město Albrechtice a zastávkou Linhartovy.
- Silnice I/57

## Pamětihodnosti
- Město Albrechtice (starý zámek)
- Rozhledna Hraniční vrch
- Zámek

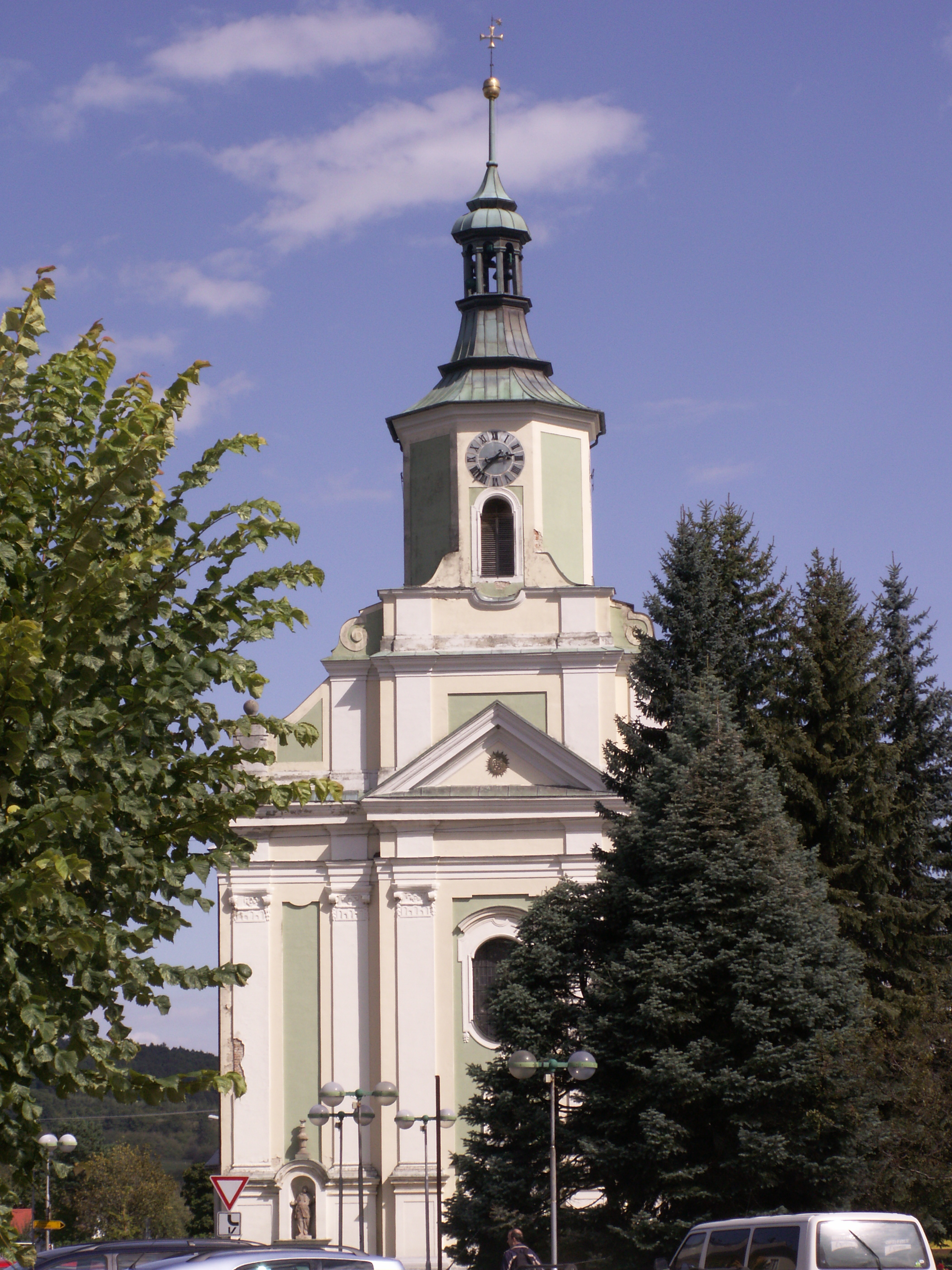
Kostel Navštívení Panny Marie

- Kostel Navštívení P. Marie na náměstí ČSA
- Kaple při silnici do Piskořova
- Měšťanský dům, náměstí ČSA čp. 21
- Sloup se sochou svaté Anny Samotřetí
- Pivovar Město Albrechtice – technická památka
- Památník padlým v Opavici
- Kaplička na rozcestí u Biskupic
- Hrobka rodu Keil von Eichenthurn (pod kopcem Dubí) [14]
- Evangelický hřbitov v České Vsi

## Osobnosti

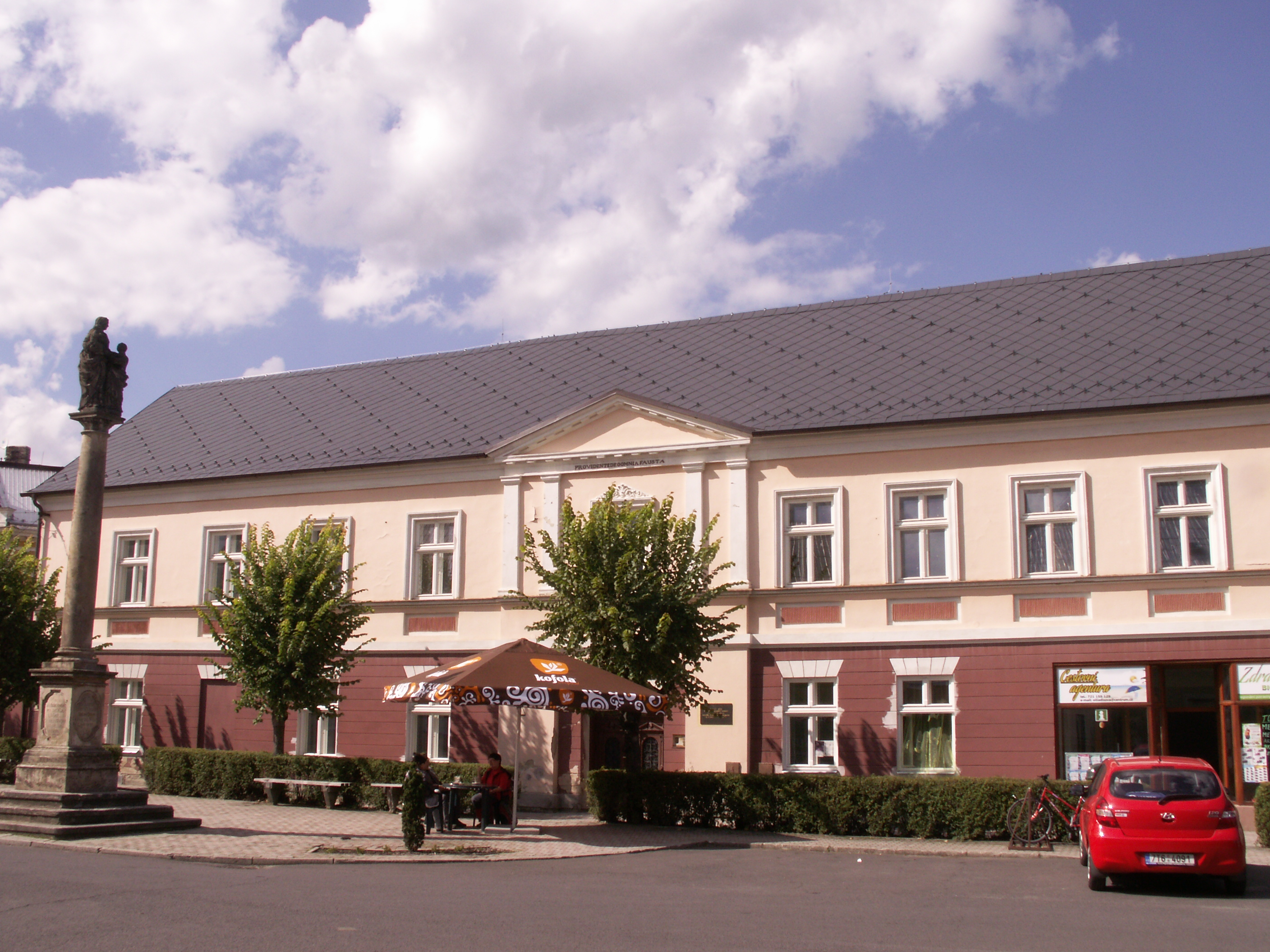
Rodný dům Františka Gela na náměstí ČSA

- Albert Adam (1824–1894), malíř, narozen v Hynčicích
- Lola Chludová (1905–2000), německá herečka
- Alois Fietz (1890–1968), německý archeobotanik
- František Gel (1901–1972), novinář, rozhlasový zpravodaj, spisovatel literatury faktu a překladatel
- Emil Polke (1858–1930), rakouský soc. dem. politik
- Gottfried Rieger (1764–1855), hudební skladatel, narozen v Opavici
- Leopold II. Sedlnický (1787–1871), slezský šlechtic, vratislavský biskup, narozen v Linhartovech
- Leo Schubert (1885–1968), sudetoněmecký politik
- Dietfried Krömer (1938-2003), německý filolog
- Miloslav Gajdoš ( * 1948), kontrabasista, skladatel, profesor hudby
- Tomáš Tuhý (* 1972), policista, od dubna 2014 prezident Policie ČR
- Loukas Vyntra, (* 1981) řecký fotbalista
- Gustav Santarius (*1978) rozhodčí první fotbalové ligy
- Jaroslav Zápalka (*1958), brankář Československé reprezentace ve fotbale

## Partnerská města
- Biała, Poland
- Hlubčice, Poland
- Komprachcice, Poland
- Precenicco, Italy